# Chris Montan
Chris Montan est un producteur musical pour le cinéma et la télévision qui a supervisé la production de nombreuses chansons pour les studios Disney.

## Biographie
En 1980, il sort un album de soft rock californien intitulé Any Minute Now. Malgré un échec commercial cet album est d'une grande qualité, avec la participation de musiciens de premier plan parmi lesquelles Dean Parks, Bill Payne, John Guerin, Karla Bonoff, Lauren Wood et Andrew Gold.
Vers 1984, il intègre les studios Disney. Peu après, il demande à Disney d'embaucher son ancien collègue J. A. C. Redford avec qui il avait travaillé sur la série Hôpital St Elsewhere pour composer la partition instrumentale de la bande originale du film Oliver et Compagnie (1988).
Il est crédité du choix de Randy Newman pour les musiques de Toy Story (1995).

## Filmographie
- 1985 : Les Gummi
- 1985 : Les Wuzzles
- 1995 : Mickey perd la tête
- 1995 : Pocahontas : Une légende indienne
- 1995 : Toy Story
- 1996 : Le Bossu de Notre-Dame
- 1997 : Hercule
- 1998 : 1 001 Pattes
- 1998 : Mulan
- 1999 : Annie (téléfilm)
- 1999 : Tarzan
- 1999 : Toy Story 2
- 2000 : Dinosaure
- 2000 : Kuzco, l'empereur mégalo
- 2006 : Cars
- 2007 : Bienvenue chez les Robinson
- 2007 : Il était une fois
- 2007 : Ratatouille
- 2008 : Volt, star malgré lui
- 2008 : WALL-E
- 2009 : 102 Dalmatiens
- 2009 : La Princesse et la Grenouille
- 2009 : Là-haut
- 2010 : Toy Story 3
- 2016 : Zootopie